# Giovanni Rodríguez
Giovanni Rodríguez Muñoz (1980, San Luis, Santa Bárbara, Honduras) es un escritor y profesor de literatura hondureña, centroamericana y latinoamericana. Actualmente imparte clases en la Universidad Nacional Autónoma de Honduras.
Rodríguez ha declarado en varias ocasiones su antipatía hacia el Gobierno de Juan Orlando Hernández, la Policía Nacional de Honduras y los periodistas hondureños.

## Obras
- 2005 - Morir todavía
- 2007 - Los horas bajas
- 2009 - Ficción hereje para lectores castos[2]
- 2012 - Café & Literatura[3]
- 2012 - Melancolía inútil
- 2015 - La caída del mundo[4]
- 2016 - Los días y los muertos[5][6][7]
- 2017 - Tercera persona[8]
- 2020 - Teoría de la noche[9]
- 2021 - Doce cuentos negros y violentos (antologado)[10]
- 2021 - Las noches en la casa del sol naciente

## Premios
- 2005 - Premio Hispanoamericano Juegos Florales Hispanoamericanos de Quetzaltenango, Guatemala.[11]
- 2008 - 1.º lugar del Certamen de Poesía La Voz + Joven en Madrid, España.[11]
- 2014 - Premio del I Certamen Hispanoamericano de Cuento en La Ceiba, Honduras.[11]
- 2015 - Premio Centroamericano y del Caribe de Novela “Roberto Castillo”, entregado por la Universidad Nacional Autónoma de Honduras.[12]